# Rostpannad fnittertrast
Rostpannad fnittertrast (Garrulax rufifrons) är en akut hotad indonesisk fågel i familjen fnittertrastar inom ordningen tättingar.

## Utseende och läten
Rostpannad fnittertrast är en stor (27 cm) och brun fnittertrast som rör sig snabbt och något klumpigt i familjegrupper genom låg och medelhög växtlighet. På huvudet står den djupt kastanjebruna pannan, den mycket mörka tygeln och den ljusorange ögonirisen ut. Lätet har liknats med en gnäggande häst.

## Utbredning och systematik
Rostpannad fnittertrast förekommer endast på ön Java i Indonesien. Den delas in i två underarter med följande utbredning:
- Garrulax rufifrons rufifrons – förekommer i bergsskogar på västra Java
- Garrulax rufifrons slamatensis – förekommer på centrala Java (området vid berget Slamet)

## Levnadssätt
Arten hittas i städsegrön lövskog, på mellan 900 och 2500 meters höjd. Den ses vanligen i ljudliga grupper om upp till 15 fåglar, ofta i artblandade flockar. Födan består av bär och insekter. Det skålformade boet placeras i en trädklyka nära marken. Däri lägger den två till tre ägg.

## Status
Rostpannad fnittertrast tros minska i antal på grund av insamling för burfågelindustrin. Världspopulationen är liten, uppskattad till mellan 500 och 2500 häckande individer. IUCN kategoriserar därför arten som starkt hotad (EN).

## Namn
På svenska har arten även kallats rödpannad fnittertrast.